# Cantó de Saint-Mandé
El cantó de Saint-Mandé és un antic cantó francès del departament de Val-de-Marne, que estava situat al districte de Nogent-sur-Marne. Comptava amb el municipi de Saint-Mandé.
Al 2015 va desaparèixer i el seu territori va passar a formar part del nou cantó de Vincennes.

## Municipis
- Saint-Mandé

## Història
| Data d'elecció                           | Identitat           | Partit           | Qualitat |
| ---------------------------------------- | ------------------- | ---------------- | -------- |
| 1967-1988                                | Robert-André Vivien | UDR, després RPR |          |
| 1988-2002                                | Patrick Beaudouin   | RPR              |          |
| 2002-                                    | Jean Eroukhmanoff   | UMP              |          |
| les dades anteriors no són pas conegudes |                     |                  |          |
|                                          |                     |                  |          |

## Demografia
| A partir de 1990: Població sense dobles comptes |